# Caetano Lopes Ximenes

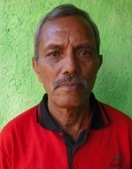
Caetano Lopes Ximenes

Caetano Lopes Ximenes (* 15. Oktober 1954 in Ioro, Lautém, Portugiesisch-Timor; † 2023), Kampfname TG, war ein osttimoresischer Unabhängigkeitsaktivist.
Ximenes war in der indonesischen Besatzungszeit ein Unterstützerin des Widerstands. Zwischen 1994 und 1998 verbarg er Nino Konis Santana und Taur Matan Ruak, die Führer der Forças Armadas de Libertação Nacional de Timor-Leste (FALINTIL) in einem unterirdischen Versteck in der Aldeia Railori (Suco Mertuto). 2016 wurde er für seine Verdienste mit der Medal des Ordem de Timor-Leste ausgezeichnet.
2023 starb Caetano und wurde auf dem Friedhof Santa Cruz von Mertuto, in Anwesenheit von Taur Matan Ruak, beigesetzt.